# シラン (植物)
シラン（紫蘭、朱蘭、学名: Bletilla striata Reichb. fil.）は、ラン科シラン属の宿根草。地生ランで、日向の草原などに自生する。

## 形態・生態
地下にある偽球茎は丸くて平らで、前年以前の古い偽球茎がいくつもつながっている。
葉は、最も新しい偽球茎から根出状に3枚から5枚程度出て、幅の広い長楕円形で、薄いが堅く、表面にはたくさんの縦筋が並んでいる。
花期は4月から5月。花は紫紅色で、30から50センチメートル程度の花茎の先に数個つく。花弁は細長く、あまり開ききらないような感じに咲く。観賞用に、花の色が白色のもの、斑入りのもの、淡色花、花弁が唇弁化した「三蝶咲き」などがある。

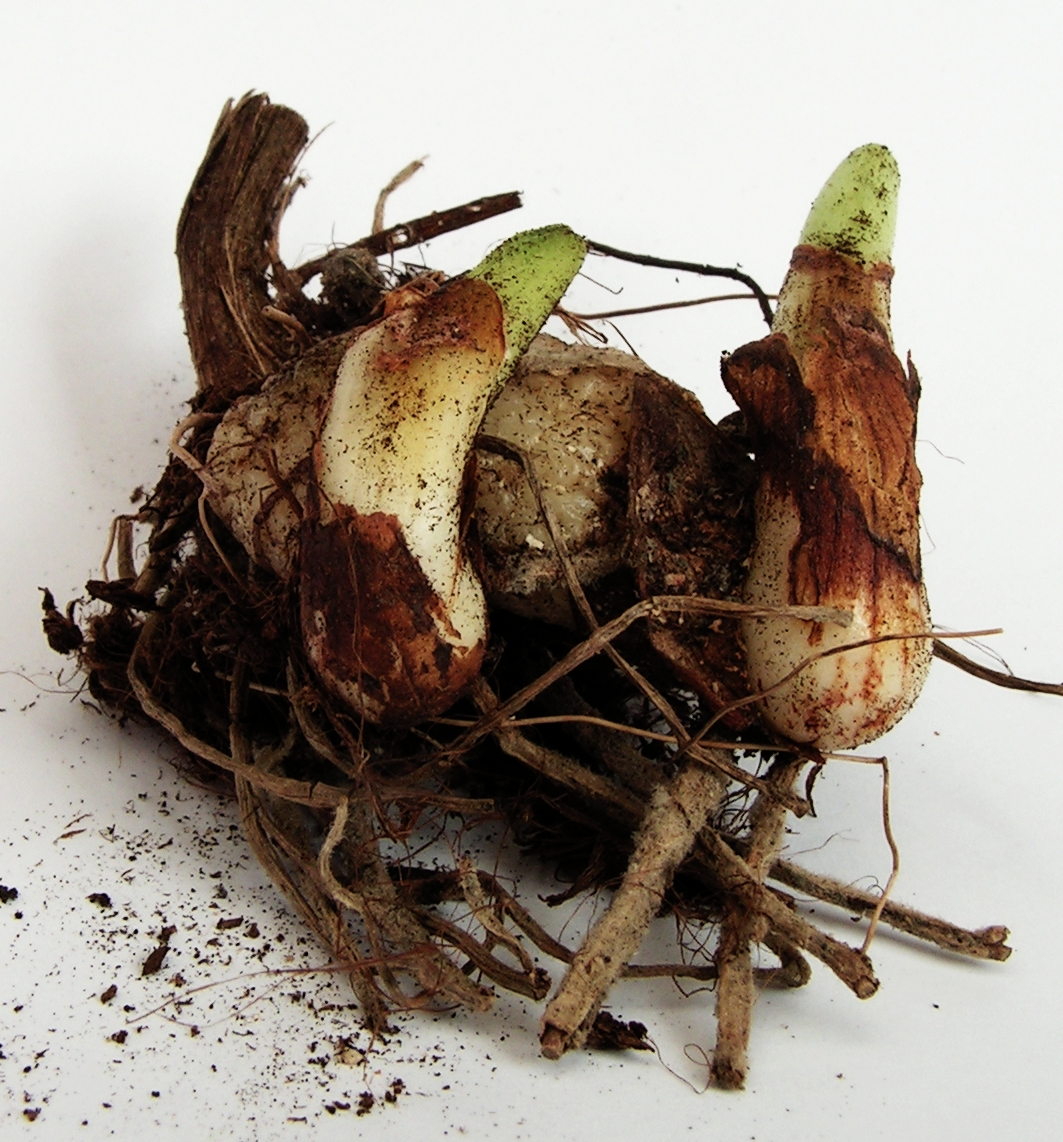
偽球茎
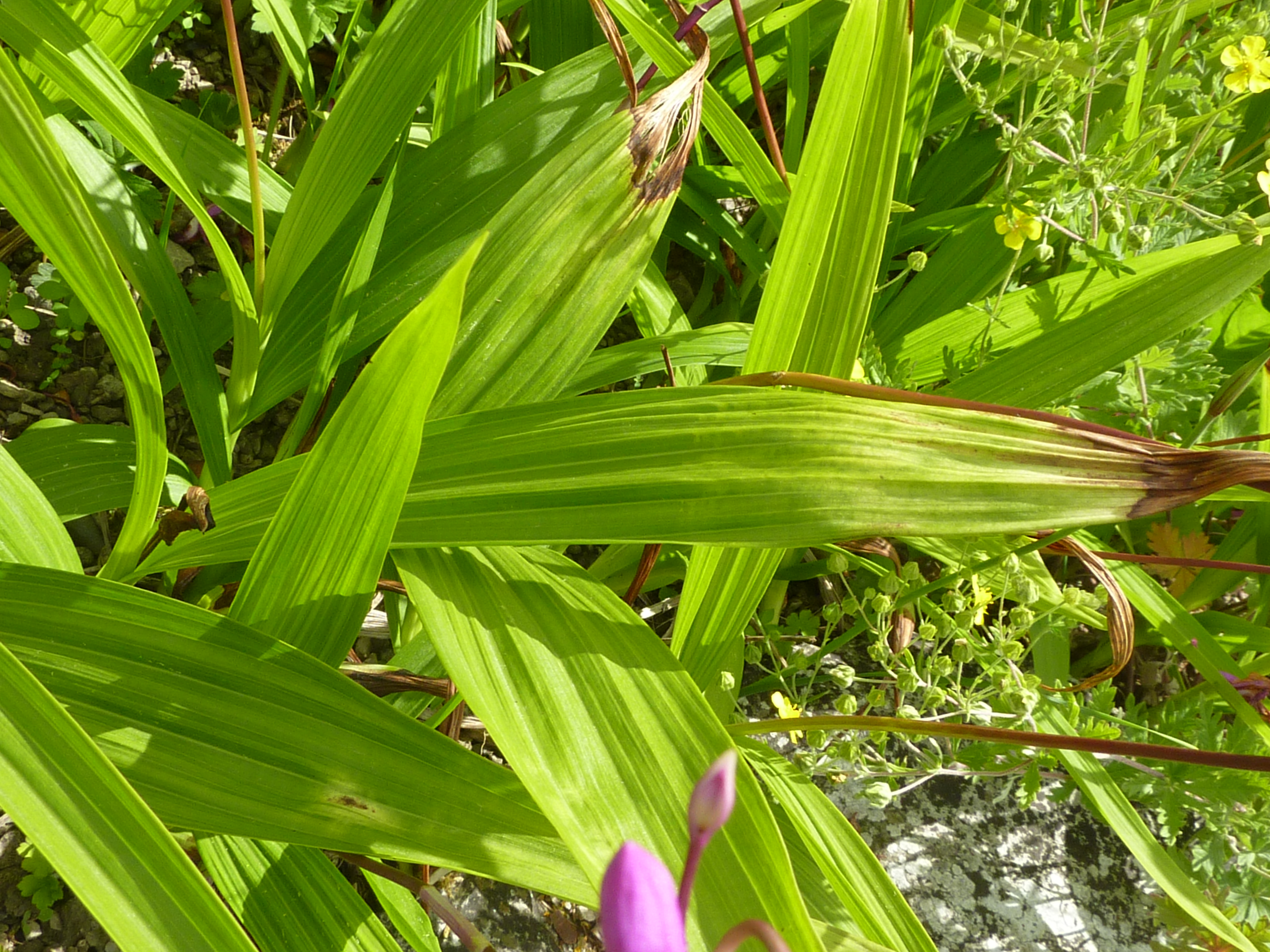
葉
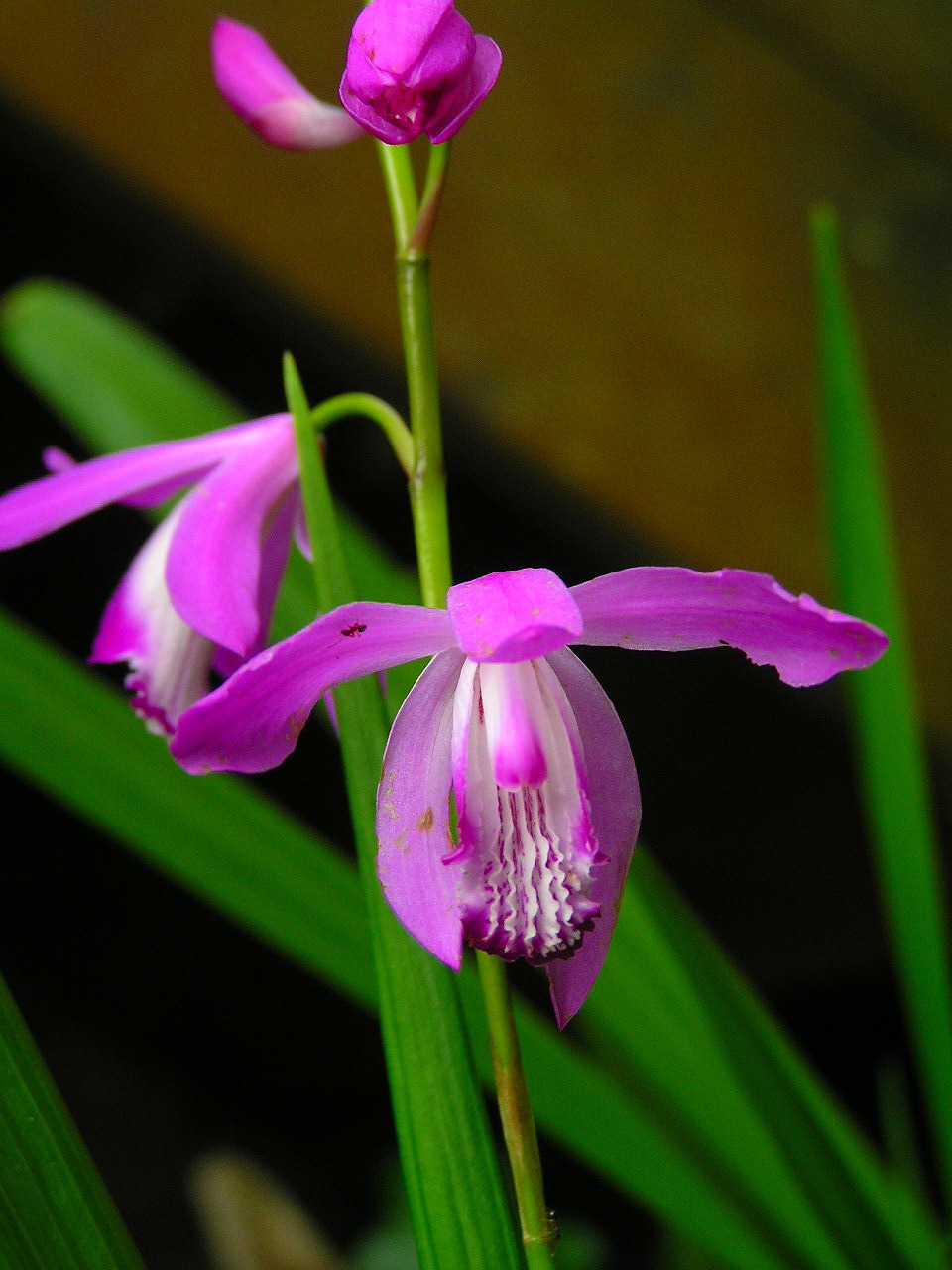
花（2008年5月30日）
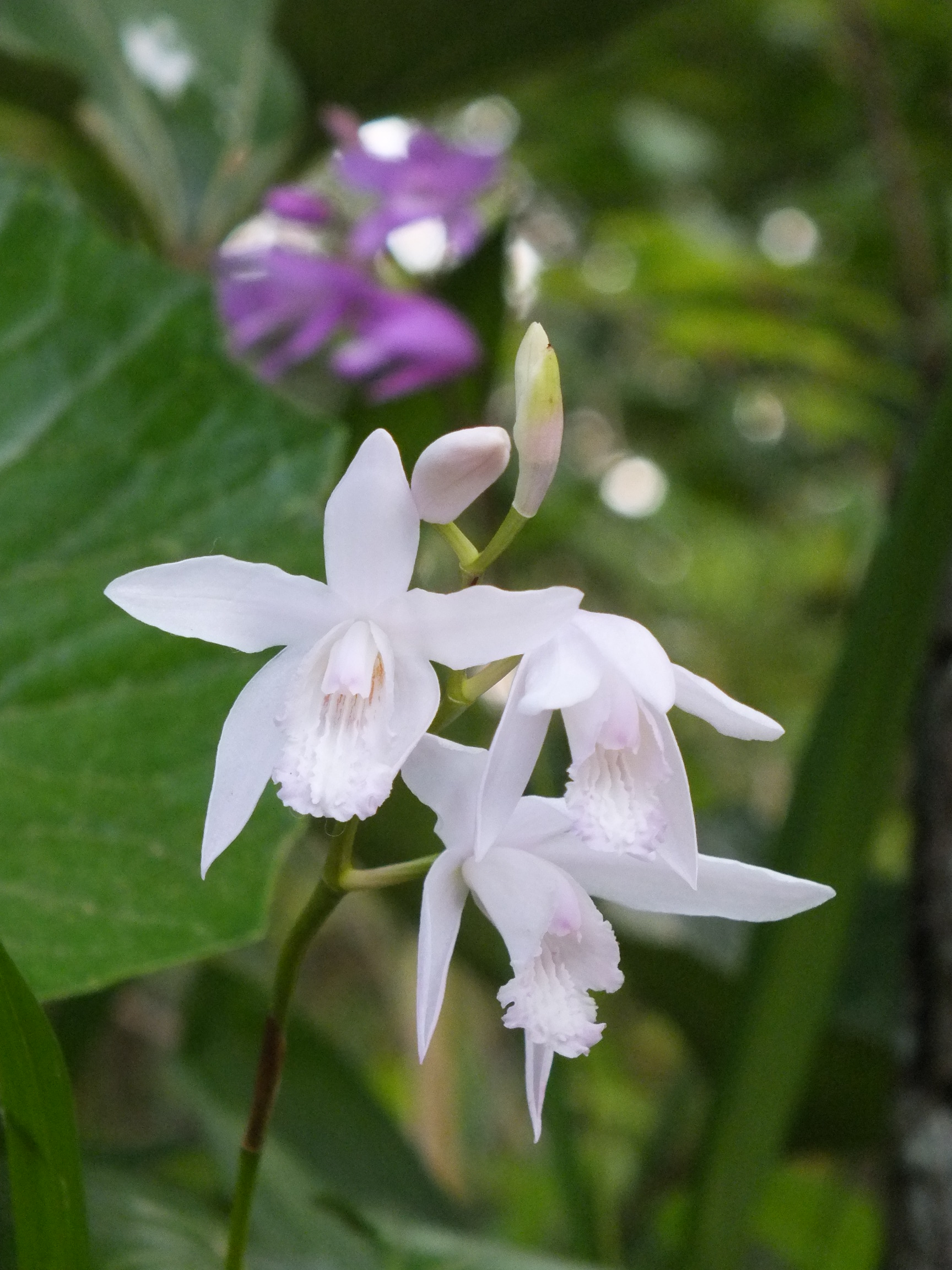
白花の品種
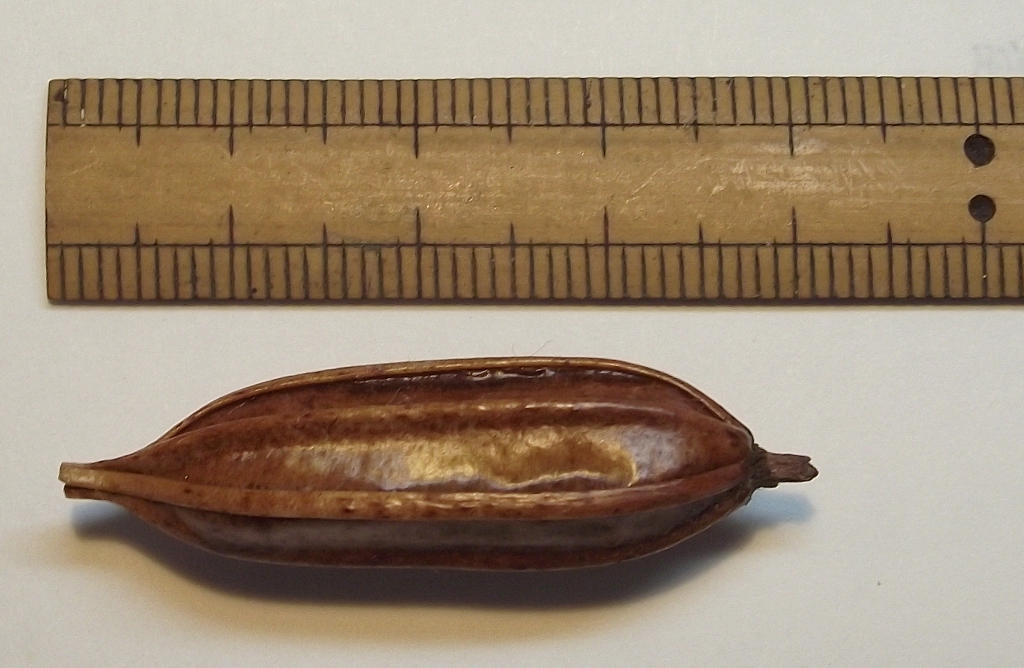
果実

## 分布
日本（本州（福島県以西）、四国、九州、南西諸島）、台湾、中国原産。野生のものは準絶滅危惧種。しかし栽培品として広く普及しており、種子が飛散して栽培逸出することもあるため、野生状態のものも本来の自生個体かどうか判別は難しい。

## 保全状況評価
- 準絶滅危惧（NT）（環境省レッドリスト）[3]

## 人間との関わり

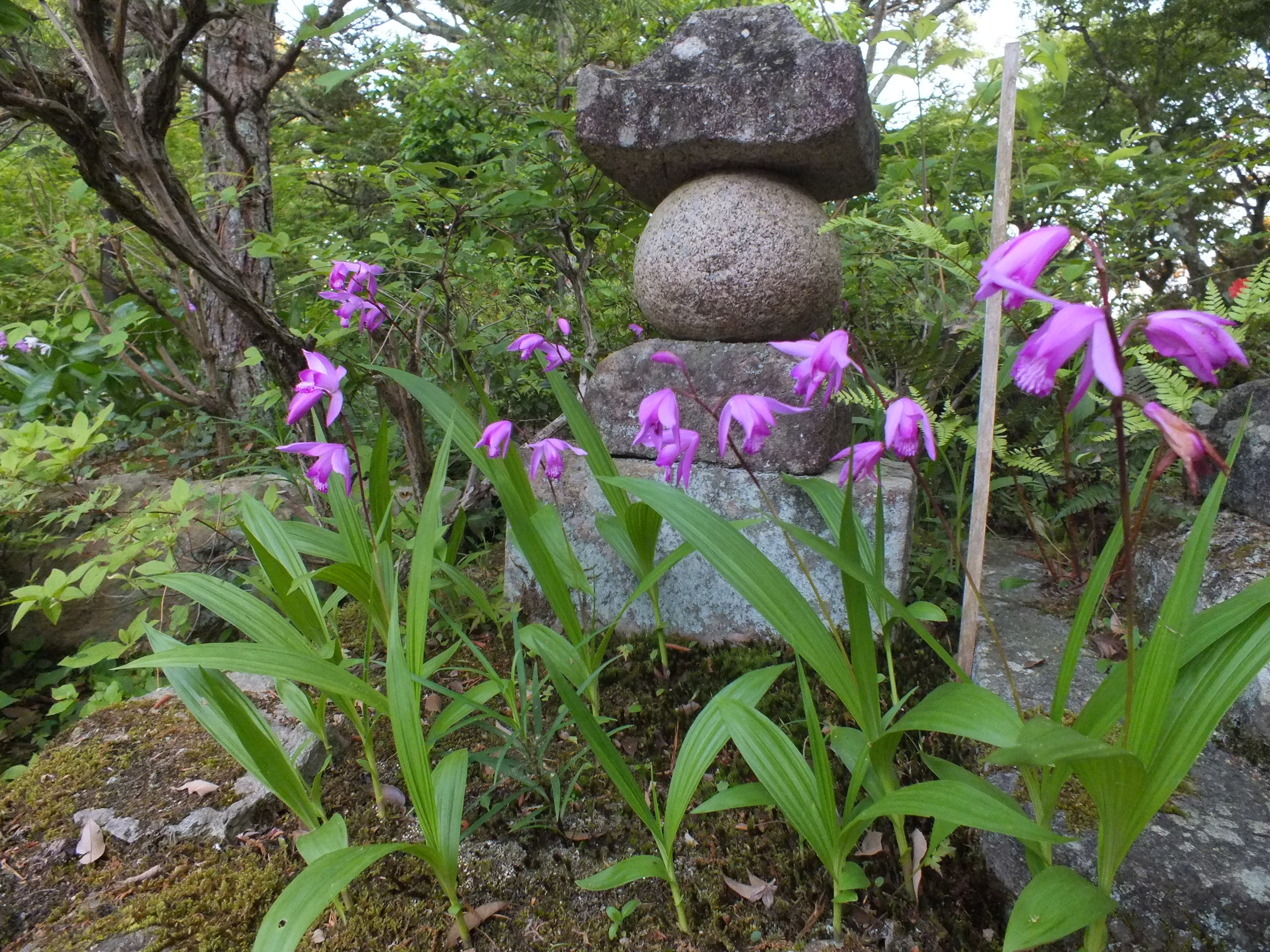
半日陰から日向まで適応する。このような木陰や大木の根元などにしばしば植えられる。

ラン科植物には珍しく、日向の畑土でも栽培可能なので、観賞用として庭に植えられる。極めて丈夫な植物で、半日陰から日向まで適応し、乾燥にも過湿にもよく耐え、栽培しやすい。
ラン科植物の種子は一般的に特別な条件が無いと発芽しないものが多いが、本種の種子はラン科としては異例に発芽しやすく、普通に鉢に播くだけで苗を得られる場合がある。無菌播種であれば水に糖類を添加しただけの単純な培養液上でもほぼ100%近い発芽率を示し、苗の育成も容易なので、しばしば無菌播種の練習に使用される。
偽球茎は白及（百芨、びゃくきゅう）と呼ばれ、漢方薬として止血や痛み止め、慢性胃炎に用いられる。
しばしば英語圏では「死人の指」と呼ばれると言及されるが、それは英語の long purple のことで、実際にはエゾミソハギ Lythrum salicaria を指している。これはシェイクスピアの著名な戯曲『ハムレット』に登場する台詞を明治時代に翻訳した際の誤訳に基づくものと考えられる。

## シラン属
| 兰科 ORCHIDACEAE || 白及亚族 Subtrib. Bletillinae Schltr. || 白及属 Bletilla Rchb. f.
Bletilla formosana (Hayata) Schltr. シノニム：B. yunnanensis
中国名：小白笈、台湾白笈
和名（園芸商品名）：雲南小白笈（ウンナンショウビャクキュウ）、白花小白笈（シロバナショウビャクキュウ）、アマナラン
中国大陸〜台湾に分布。文献上は八重山諸島に分布記録があるが、近年は自生が確認されておらず絶滅あるいは記録間違いの可能性がある。
草姿はシランに類似するが、やや小型。側花弁・愕片は白色から淡桃色。唇弁は中央が黄色く、赤褐色の斑紋がある。シランと比較すると、やや耐寒性の劣る個体が多い。
Bletilla ochracea Schltr.
中国名：黄花白笈
和名（園芸商品名）：黄花小白笈（キバナショウビャクキュウ）
中国大陸に分布。
側花弁・愕片は淡黄色。唇弁は中央が黄色く、赤褐色の斑紋がある。
Bletilla sinensis (Rolfe) Schltr.
中国名：华白及
和名：（なし）
中国雲南省からタイ、ミャンマーの山地に分布する小型種。
耐暑性に欠けるため、日本国内での栽培例は稀。

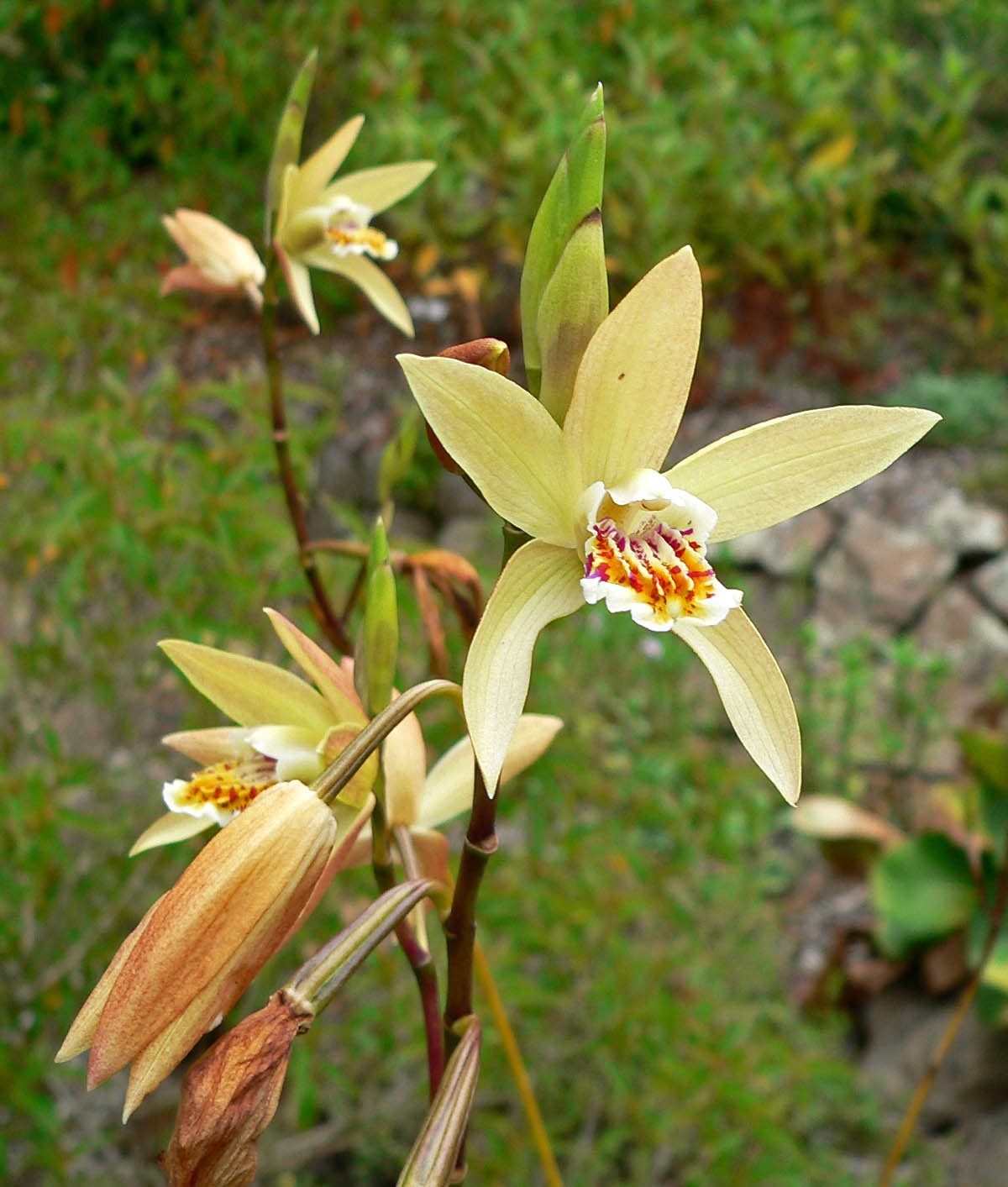
Bletilla ochracea

中国大陸産シランと B. formosana および B. ochracea は、混生する地域では相互に浸透交雑がみられ、それぞれの種の間に連続した中間型が出現する。さらに栽培下では台湾産の B. formosana や日本産のシランとも容易に交雑する。これらの種間ではどのような組み合わせでも種子の稔性は良好で、なおかつ雑種後代でも稔性の低下はみられない。
シラン属は種子発芽率が高いため、栽培下において昆虫などにより交雑した種子が飛散すると、雑種個体が自然実生として発芽・生長してくる事も稀ではない。それらが園芸的に優れた個体であった場合は両親不詳のまま「姫シラン」等の商品名で増殖流通されることもあり、近年では純血種ではなく交雑種と思われる個体が「シラン」という商品名で純血種と区別されずに園芸流通している場合もある。
現在のところ、交雑個体が野生逸出した事例は報告されていない。しかし交雑種の流通量が年々増加しつつあることから、野生個体群がみられる地域では、栽培品から花粉や種子が運ばれて遺伝子汚染をひきおこす危険性について考慮が必要である。
園芸流通品にはさまざまな変異個体と、それらの交雑種も混在しているため写真のみで正確に種名同定をすることは難しいが、インターネット上では明らかに品種違い、種名違いと思われる画像も散見される。参考資料として引用する場合には注意を要する。